# کوین دان
کوین دان (۲۴ اوت ۱۹۵۶) بازیگر آمریکایی است. وی عمدتاً در نقش‌های مکمل، در چندین فیلم از دهه ۱۹۸۰ تا به امروز ظاهر شده. منجمله این فیلم‌ها می‌توان به دیو، گودزیلا، سربازان کوچک، تبدیل‌شوندگان، قلب من هاکبی، آتش غرور، فولاد آبی، تصویر کامل، عشق دیوانه‌وار، مردان مجرد و مجموعه کارآگاه واقعی اشاره نمود.
وی متولد شیکاگو است و در سال ۲۰۰۸ یک دکترای افتخاری دریافت نموده.

## پیوند
- کوین دان در بانک اطلاعات اینترنتی فیلم‌ها (IMDb)
- کوین دان در آل‌مووی